# 黑邁弗朗特山脈
74°35′S 11°0′W / 74.583°S 11.000°W
黑邁弗朗特山脈（德語：Heimefrontfjella）是南極洲的山脈，位於南極大陸東部的毛德皇后地，全長120公里，面積3,900平方公里，最高點海拔高度2,711米，該山脈在1938至1939年被德國探險隊發現。